# Elaphropus brunnicollis
Elaphropus brunnicollis är en skalbaggsart som beskrevs av Victor Ivanovitsch Motschulsky. Elaphropus brunnicollis ingår i släktet Elaphropus och familjen jordlöpare. Inga underarter finns listade i Catalogue of Life.